# Erwin Ferber
Erwin Ferber (* 26. Februar 1885 in München; † 7. August 1976 in München) war ein deutscher Hochschullehrer für Technische Chemie an der TH Breslau. Als Nationalsozialist war er 1937–1945 Rektor.

## Leben
Ferber studierte an der Technischen Hochschule München Technische Chemie. Am 14. Juli 1907 wurde er Fuchs im Corps Germania München. Er wurde am 19. Mai 1908 recipiert und am 7. Juni 1920 philistriert. 1921 wurde er Mitglied im Verein Deutscher Chemiker und 1922 in der Deutschen Chemischen Gesellschaft. Nach Abschluss des Studiums als Diplom-Ingenieur und Promotion zum Dr.-Ing. wurde er 1928 Privatdozent an der Technischen Hochschule München. Als Spezialist für Teere und Mineralöle kam er 1935 als Lehrstuhlvertretung an die Universität und Technische Hochschule Breslau. Von 1936 bis 1945 war er ordentlicher Professor auf dem Lehrstuhl für anorganisch-chemische Technologie, später chemische Technologie an der Universität und Technischen Hochschule Breslau. Er war Direktor des Instituts für Chemische Technologie und Direktor des Kokerei- und Gaslabors der Universität und Technischen Hochschule Breslau. Von 1935 bis 1937 war er Vorstand des Staatlichen Materialprüfungsamtes. Von 1941 bis 1945 war er zudem Direktor des Instituts für Chemische Technologie synthetischer Fasern der TH Breslau und der Phrix-Werke. In der Zeit des Nationalsozialismus war er über sechs akademische Jahre, von 1937 bis zur Schlacht um Breslau, Rektor der Hochschule.

## Politische Tätigkeit
Ferber trat zum 1. Dezember 1931 als Privatdozent in die NSDAP ein (Mitgliedsnummer 736.789). 1934/35 war er Leiter der Dozentenschaft an der TH München. 1936 wurde er zum Dozentenbundführer an der TH Breslau ernannt. Von 1936 bis 1945 war er als Gaudozentenbundführer der ranghöchste Funktionär des NS-Dozentenbundes in Schlesien.
Nach dem Zweiten Weltkrieg konnte er aufgrund seiner politischen Belastung seine Hochschulkarriere nicht fortsetzen. Stattdessen war er als Inhaber eines Chemisch-Technischen Laboratoriums zur Herstellung elektrischer Meßnormalien in Wolfratshausen bei München tätig.

## Schriften
Ferber war 1926 Bearbeiter der 4. Auflage des ersten Bandes des von Gustav Schultz herausgegebenen Werkes Chemie des Steinkohlenteers. Zudem verfasste er in der Zeit von 1922 bis 1945 23 Aufsätze in den wichtigsten Chemischen Zeitschriften.